# Ernest de Hesse-Philippsthal
Ernest de Hesse-Philippsthal (en allemand Ernst von Hessen-Philippsthal), né le 8 août 1771 à Philippsthal, décédé le 25 décembre 1849 à Meiningen.
Il fut landgrave de Hesse-Philippsthal de 1816 à 1849.

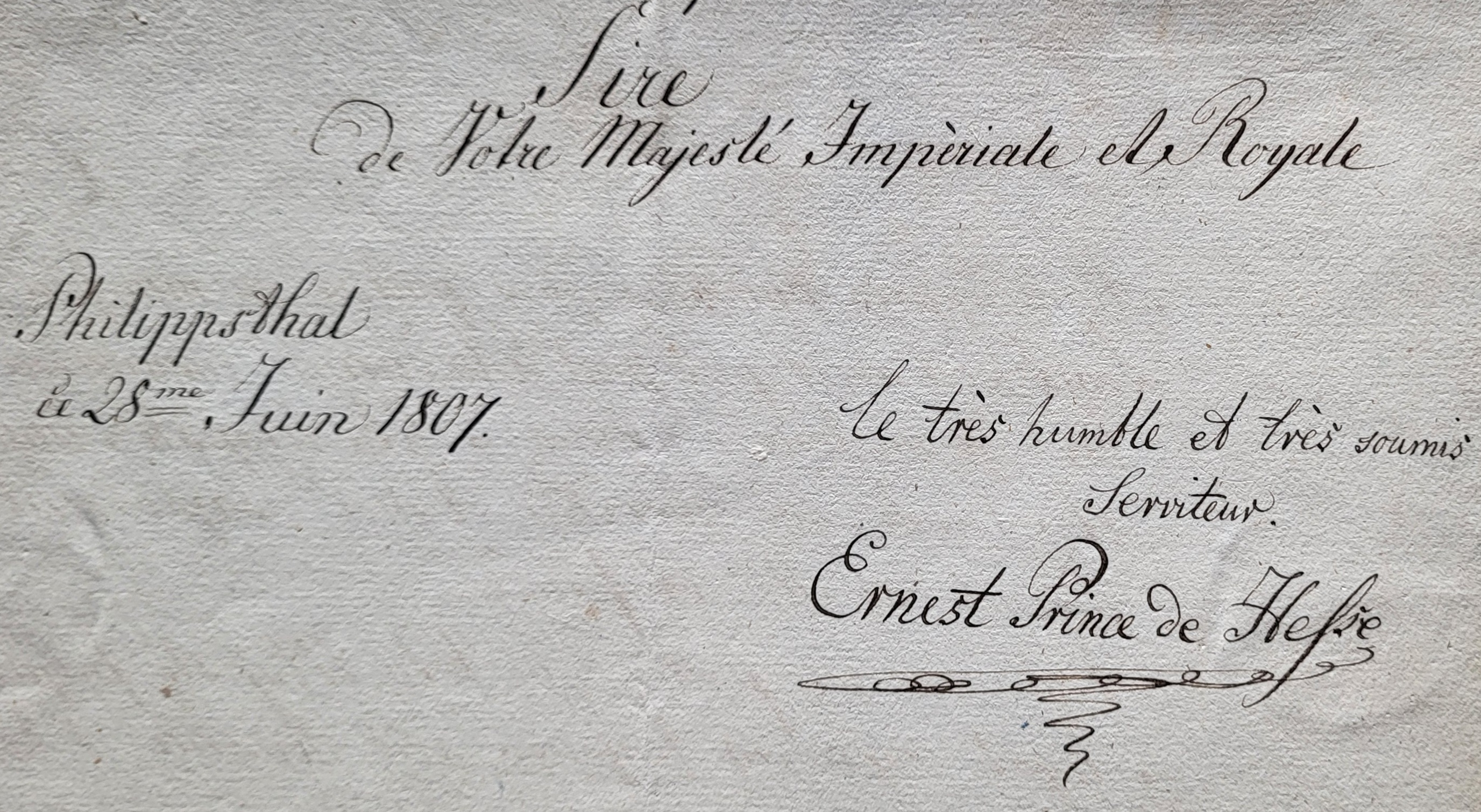
Siganture d'Ernest Prince de Hesse au bas d'un courrier adressé à Napoléon Bonaparte

## Famille
Fils de Guillaume de Hesse-Philippsthal et d'Ulrique de Hesse-Philippsthal-Barchfeld.
Le 10 avril 1796, Ernest de Hesse-Philippsthal épousa Christiane-Louise de Schwarzbourg-Rudolstadt (1775-1808), (fille du prince Frédéric-Charles de Schwarzbourg-Rudolstadt). Six enfants sont nés de cette union[Lesquels ?] :
- Frédéric de Hesse-Philippsthal (1797-1797)
- Ferdinand de Hesse-Philippsthal (1799-1837)
- Georges de Hesse-Philippsthal (1801-1802)
- Charles de Hesse-Philippsthal (1803-1868), landgrave de Hesse-Philippsthal de 1849 à 1868, en 1845 il épousa Marie de Wurtemberg (1818-1888), (fille du duc Eugène de Wurtemberg) (deux enfants dont le landgrave Ernest de Hesse-Philippsthal)
- François de Hesse-Philippsthal (1805-1861), baron Falkener, en 1841 il épousa Marie Kolhmann (1819-1904), (postérité).

En 1812, veuf, Ernest de Hesse-Philippsthal épouse Caroline de Hesse-Philippsthal (1793-1869), (fille de Charles de Hesse-Philippsthal)
Ernest de Hesse-Philippsthal appartient à la lignée de Hesse-Philippsthal, cette cinquième branche était issue de la première branche de la Maison de Hesse, elle-même issue de la première branche de la Maison de Brabant.
Après l'abdication du landgrave Ernest de Hesse-Philippsthal (1846-1925) en 1868, la branche de Hesse-Philippsthal se perpétue avec la sixième branche de Hesse-Philippsthal-Barchefeld actuellement représentée par Guillaume de Hesse-Philippsthal-Barchfeld.